# ECHL All-Rookie Team
Das ECHL All-Rookie Team wird seit 2001 am Ende jeder Saison von den Cheftrainern und relevanten Medien wie Rundfunkanstalten und Medienvertretern gewählt. Das Team der besten Neuprofis (Rookies) besteht aus einem Torhüter, zwei Verteidigern und drei Angreifern, wobei es keine Unterteilung in Flügelstürmer oder Center gibt. Akteure gelten als Rookies, sofern sie zu Saisonbeginn weniger als insgesamt 25 Profieinsätze absolviert haben.

## All-Rookie-Team (seit 2001)
| Saison  | Torhüter                | Verteidiger      | Verteidiger     | Stürmer          | Stürmer           | Stürmer                     |
| ------- | ----------------------- | ---------------- | --------------- | ---------------- | ----------------- | --------------------------- |
| 2024/25 | Justen Close            | Parker Berge     | Chas Sharpe     | Spencer Kersten  | Kyler Kupka       | Sloan Stanick               |
| 2023/24 | Matt Vernon             | Kyle Mayhew      | Jonny Tychonick | Maxim Andrejew   | Cade Borchardt    | Austin Magera               |
| 2022/23 | Rémi Poirier            | Owen Headrick    | Michael Joyaux  | Hank Crone       | Liam Finlay       | Alex Ierullo                |
| 2021/22 | Keith Petruzzelli       | Josh Maniscalco  | Luke Martin     | Kris Bennett     | Jack Doremus      | Benjamin Tardif             |
| 2020/21 | Evan Weninger           | Ben Finkelstein  | Dean Stewart    | Matthew Boucher  | Jay Dickman       | Joseph Garreffa             |
| 2019/20 | Billy Christopoulos     | Justin Baudry    | Joseph Duszak   | Samuel Asselin   | Justin Brazeau    | Tyler Sheehy                |
| 2018/19 | Tomas Sholl             | Alex Breton      | Derek Sheppard  | Chris Collins    | Steven Iacobellis | Myles Powell                |
| 2017/18 | Mitch Gillam            | Aaron Irving     | T. J. Melancon  | Grant Besse      | Justin Danforth   | Reid Gardiner               |
| 2016/17 | Landon Bow              | Kevin Schulze    | Nolan Zajac     | Mike Cazzola     | Tylor Spink       | Tyson Spink                 |
| 2015/16 | Vítek Vaněček           | Jacob MacDonald  | Ben Marshall    | Dan DeSalvo      | Cason Hohmann     | Matt Willows                |
| 2014/15 | Roman Will              | Steven Shamanski | Justin Baker    | Derek Army       | Tyler Barnes      | Jason Bast                  |
| 2013/14 | Laurent Brossoit        | Michal Čajkovský | Brad Richard    | Matt Caria       | Jeremy Langlois   | William Rapuzzi             |
| 2012/13 | Ryan Zapolski           | Cameron Burt     | Sacha Guimond   | Mario Lamoureux  | David Pacan       | David Vallorani             |
| 2011/12 | Philipp Grubauer        | Andrew Hotham    | Mike Little     | Chris Barton     | Dustin Gazley     | Mathew Sisca                |
| 2010/11 | Brian Stewart           | Mark Isherwood   | Bobby Raymond   | Andy Bohmbach    | Kael Mouillierat  | Ben Street                  |
| 2009/10 | Richard Bachman         | Drew Paris       | Sam Roberts     | Evan Barlow      | Justin Donati     | Maxime Tanguay              |
| 2008/09 | Jean-Philippe Lamoureux | Mitch Ganzak     | Elgin Reid      | Bryan Ewing      | Jordan Morrison   | Matt Pope                   |
| 2007/08 | Anton Chudobin          | Ryan Gunderson   | Adrian Veideman | Mathieu Beaudoin | David Desharnais  | Josh Soares                 |
| 2006/07 | Cédrick Desjardins      | Paul Albers      | Jamie Milam     | Colton Fretter   | Todd Griffith     | Julian Talbot               |
| 2005/06 | Andy Franck             | Jon Awe          | T. J. Kemp      | Sean Collins     | Alex Leavitt      | Daniel Sisca                |
| 2004/05 | Frank Doyle             | Mark Ardelan     | Mike Jarmuth    | Jeff Campbell    | Marco Rosa        | Joey Tenute                 |
| 2003/04 | Nick Boucher            | Derek Eastman    | Brian Fahey     | Greg Barber      | Jon Cullen        | Kevin Doell                 |
| 2002/03 | Adam Hauser             | Grady Moore      | Jonathan Zion   | Mike Glumac      | Jason Jaffray     | Zenon Konopka               |
| 2001/02 | Frédéric Cloutier       | Matt Libby       | Kevin Mitchell  | Vernon Fiddler   | Simon Gamache     | Ben Stafford Patrick Yetman |
| 2000/01 | Scott Stirling          | Jason Ialongo    | Jeff Sproat     | Martin Bartek    | Mathieu Benoît    | Ben Keup                    |